# Сагыр
Сагыр (каз. Сағыр, до 08.11.2007 — Ленинка) — село в Уланском районе Восточно-Казахстанской области Казахстана. Административный центр Аблакетского сельского округа. Расположено примерно в 20 км к юго-востоку от районного центра, посёлка Касыма Кайсенова. Код КАТО — 636233100.

## История
Село Михайло-Архангельское основано в 1896 г. переселенцами из Симбирской губернии. В 1924 г. село переименовано в Ленинку.

## Население
В 1999 году население села составляло 1676 человек (804 мужчины и 872 женщины). По данным переписи 2009 года, в селе проживали 1852 человека (902 мужчины и 950 женщин).